# Kapola
Kapola är en ort i Mexiko.   Den ligger i kommunen Cuetzalan del Progreso och delstaten Puebla, i den sydöstra delen av landet, 180 km öster om huvudstaden Mexico City. Kapola ligger 426 meter över havet och antalet invånare är 353.
Terrängen runt Kapola är huvudsakligen kuperad, men åt nordost är den platt. Terrängen runt Kapola sluttar norrut. Runt Kapola är det tätbefolkat, med 383 invånare per kvadratkilometer. Närmaste större samhälle är Olintla, 18,8 km väster om Kapola. I omgivningarna runt Kapola växer huvudsakligen savannskog.